# Marathon (Wisconsin)
Marathon – miasto w Stanach Zjednoczonych, w stanie Wisconsin, w hrabstwie Marathon.